# Eros Volúsia
Heros Machado, née le 1er juin 1914 à Rio de Janeiro et morte le 1er janvier 2004 dans la même ville, connue sous le nom d'Eros Volúsia, est une danseuse et actrice brésilienne. Son style de danse mélangeait le ballet classique aux traditions de danse afro-brésilienne.
Elle a joué dans plusieurs films au Brésil et à Hollywood, dont le film Rio Rita de 1942, avec le duo Abbott et Costello.

## Biographie
Elle naît à Rio de Janeiro en 1914 ; ses parents sont les poètes Gilka Machado et Rodolfo Machado. Elle entre à l'école de ballet en 1928, où elle étudie avec Maria Olenewa. Elle fréquente l'umbanda de João da Luz, où elle a un premier contact avec les danses afro-brésiliennes.
En 1929, elle se produit au Théâtre municipal de Rio de Janeiro, dansant la samba pieds nus. Elle apparaît les années suivantes, invitée dans des salons culturels. Dans l'esprit du modernisme brésilien, elle fait des recherches sur les danses amérindiennes et africaines afin de créer une « danse nationale » (bailado nacional).
En 1935, elle participe à son premier film brésilien, Favela dos Meus Amores. Elle apparaîtra dans quatre autres films au Brésil.

## Filmographie
| An   | Titre                  | Rôle         | Remarques                |
| ---- | ---------------------- | ------------ | ------------------------ |
| 1935 | Favela dos Meus Amores |              |                          |
| 1937 | Samba da Vida          |              |                          |
| 1942 | Rio Rita               | Eros Volusia |                          |
| 1943 | Caminho do Céu         |              |                          |
| 1944 | Romance Proibido       | Dançarina    |                          |
| 1949 | Pra La de Boa          |              | (dernier rôle au cinéma) |